# Their Own Desire
Their Own Desire és una pel·lícula estatunidenca dirigida per E. Mason Hopper, estrenada el 1929. És un drama romàntic previ al Codi Hays protagonitzat per Norma Shearer, Belle Bennett, Lewis Stone, Robert Montgomery, i Helene Millard. El film va ser adaptat per James Forbes i Frances Marion de la novel·la de Sarita Fuller, i va ser dirigida per E. Mason Hopper. El 1930 fou nominada a l'Oscar a la millor actriu per Norma Shearer, que acabà guanyant The Divorcee.

## Argument
Una jove està preocupada quan s'entera que el seu pare s'està divorciant de la seva mare per casar-se amb una altra dona. Els seus propis sentiments canvien, tanmateix, quan s'enamora d'un jove que resulta ser el fill de l'amor nou del seu pare.

## Repartiment
- Norma Shearer: Lucia 'Lally' Marlett
- Belle Bennett: Harriet Marlett
- Lewis Stone: Henry 'Hal' Marlett
- Robert Montgomery: John Douglas Cheever
- Helene Millard: Beth Cheever
- Cecil Cunningham: Tia Caroline Elrick